# Proprioseiopsis levani
Proprioseiopsis levani är en spindeldjursart som först beskrevs av Gomelauri 1968.  Proprioseiopsis levani ingår i släktet Proprioseiopsis och familjen Phytoseiidae. Inga underarter finns listade i Catalogue of Life.